# Symphonie en la majeur de Saint-Saëns

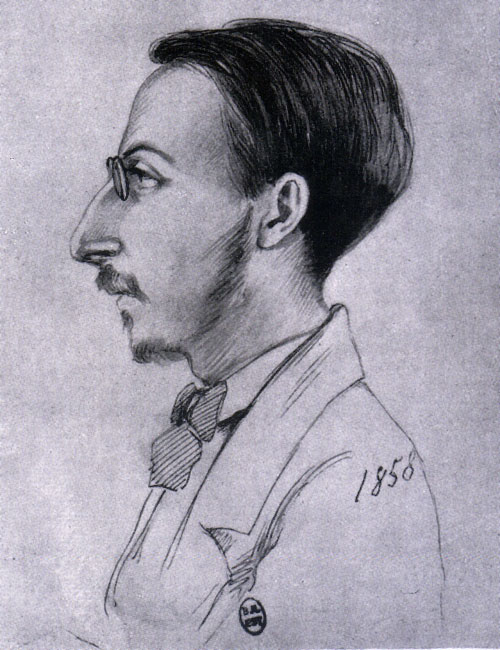
Saint-Saëns en 1858.

La Symphonie en la majeur est la première symphonie composée par Camille Saint-Saëns vers 1850, à l'âge de 15 ans,,.

## Composition
Camille Saint-Saëns a composé cinq symphonies dont deux ne portent pas de numéro d'opus : la Symphonie en la majeur de 1850 et la Symphonie en fa majeur "Urbs Roma" de 1856. Les trois autres sont la Symphonie no 1 en mi bémol majeur de 1853, la Symphonie no 2 en la mineur de 1859 et la fameuse Symphonie no 3 en ut mineur "avec orgue" de 1886.
La composition de cette première symphonie a eu lieu vers 1850 alors que le compositeur, déjà étudiant depuis 1848 au Conservatoire, n'avait que quinze ans et que le romantisme français lancé par Victor Hugo en littérature (préface de Cromwell, 1827) et Hector Berlioz en musique (Symphonie fantastique, 1830) triomphe notamment grâce au Grand opéra, même si Saint-Saëns semble avoir davantage trouvé son inspiration dans les œuvres des maîtres allemands et d'Henri Reber.

## Manuscrit et édition
La partition manuscrite originale est conservée à la Bibliothèque Nationale de la France et peut être consultée en ligne.
La première édition de la partition l'a été à titre posthume par les Éditions Françaises de Musique en 1974.

## Orchestration
- Bois par 2: flûtes traversières, hautbois, clarinettes et bassons.
- Cuivres par 2 : cors et trompettes.
- Percussions : timbales.
- Ensemble de cordes (violons I et II, altos, violoncelles et contrebasses).

## Structure et analyse
La symphonie se compose de quatre mouvements:
- I. Poco adagio 4/4 – Allegro vivace 2/2, en la majeur.
- II. Larghetto, en ré majeur 3/4.
- III Scherzo vivace, en ré majeur 3/4.
- IV. Finale. Allegro molto 4/4 – Presto, en la majeur 2/4.

L'interprétation de l'œuvre dure environ 25 minutes. 

### I.Poco adagio – Allegro vivace
Le premier mouvement, en la majeur et alla breve, commence par une brève introduction lente dans le style de Schubert ou de Weber avant un Allegro vivace, qui emprunte à Mozart quatre notes du Finale de la Jupiter.

### II.Larghetto
Le deuxième mouvement, lent, en ré majeur rappelle Mendelssohn. Saint-Saëns avait assisté à la première parisienne du Songe d'une Nuit d'été et a toujours défendu les symphonies du compositeur allemand. Le thème initial réapparait à trois reprises, à chaque fois plus orné.

### III.Scherzo vivace
Le troisième mouvement, également en ré majeur alterne un scherzo et un trio.

### IV.Finale. Allegro molto – Presto
La quatrième et dernier mouvement reprend la tonalité initiale avec beaucoup d'énergie (la partie des violons porte l'indication "leggiero, staccato"), empruntant autant à Mendelssohn qu'à Berlioz.

## Discographie sélective
- 1974-75 – Jean Martinon, Orchestre national de l'ORTF (2 CD EMI). Intégrale des symphonies.
- 2000 – Ivan Anguélov, Orchestre symphonique de la radio slovaque de Bratislava (CD Art Nova Classic).
- 2018-19 – Thierry Fisher, Orchestre symphonique de l'Utah (3 CD Hyperion). Intégrale des symphonies.
- 2021 – Jean-Jacques Kantorow, Orchestre philharmonique royal de Liège (2 SACD BIS). Diapason D’Or. Intégrale des symphonies.
- 2021 – Cristian Măcelaru, Orchestre national de France (3 CD Warner Classics). 5 Diapasons. Intégrale des symphonies.